# Церковь Дмитрия Солунского (Меловатка)
Церковь Дмитрия Солунского — не действующий православный храм в селе Меловатка, Жирновского района, Волгоградской области. Храм освящён в честь Димитрия Солунского и является объектом культурного наследия регионального значения.

## Истоки храма
Архитектурный ансамбль начали возводить в 1811 году. В 1818 году церковь была построена и освящена.

## История храма
Меловатка является малороссийской слободой, которая находилась на восточном склоне правого берега реки Медведице, в большом Меловом овраге. Именно отсюда и название населённого пункта. 
В архивах Саратовской Духовной консистории имеются заметки о времени заселения Меловатки, и о возведении церкви в данном селе. Указывается 1765 год, в котором была построена Дмитриевская. Население в основном состояло из солдат, которые поселились здесь в 1750 году. Земли же местные с 1691 года принадлежали Нарышкину. Малороссы, заселившиеся здесь, позже были закрепощены помещиком. В 1784 году в качестве приданого за дочерью крепостные души были переданы графу Головкину, а в 1808 году вместе с землями перешли в удельное ведомство.
В 1811 году местные жители начали строительство нового храма. Проводя земляные работы под храм, местные жители находили кресты и гробы, человеческие кости, что свидетельствовала о древности поселения. На месте бывшей часовни была сооружена каменная крепкая однопрестольная холодная церковь и освящена во имя великомученика Дмитрия Солунского. В 1818 году строительство было окончено. При храме была сооружена новая сторожка. В приходе действовали три школы: церковно-приходская, которая работала с 17 марта 1883 года и две школы грамоты, открытые в 1893 году.
64 десятины земли принадлежали в конце XIX века приходу. На общественной земле были построены дома: для священника Павла Милославова церковный, а для псаломщиков Петра Преображенского и Григория Благодарова общественные, деревянные. Хутор Егоровка также принадлежал к местному приходу
В советский период церковь была закрыта и даже частично разрушена. Здесь был оборудован зерносклад. 8 ноября 1946 года жители обратились к власти с просьбой провести богослужение в данном храме. Прибывший священнослужитель провёл службу, но храм так и не был открыт.

## Храм сегодня
До настоящего времени храм не восстановлен, хотя намерения общественность района и села постоянно высказывает. 
Внутри храма ещё можно увидеть расписные фрески неизвестного мастера, которые были написаны особой техникой по мокрой штукатурке и закреплены особым способом.

## Документы
Постановление Волгоградской областной Думы от 05.06.1997 г. № 62/706 г. Волгоград. «О ПОСТАНОВКЕ НА ГОСУДАРСТВЕННУЮ ОХРАНУ ПАМЯТНИКОВ ИСТОРИИ И КУЛЬТУРЫ ВОЛГОГРАДСКОЙ ОБЛАСТИ».